# SWEET DESTINY
「SWEET DESTINY」（スウィート・ディスティニー）は、日本の女性歌手である、中村由真の8枚目のシングル。

## 背景
前年に発売された4枚目のシングル「水に落ちたバイオレット」から約1年ぶりに、林哲司が作曲・プロデュースを担当した。
表題曲の「SWEET DESTINY」およびカップリング曲の「GIRL IN THE NIGHT」は、アルバム『GIRL & WOMAN』の先行シングルである。

## 収録曲
| 全作詞: 吉元由美、全作曲: 林哲司、全編曲: 船山基紀。 |                       |          |            |      |
| #                                                    | タイトル              | 作詞     | 作曲・編曲 | 時間 |
| 1.                                                   | 「SWEET DESTINY」     | 吉元由美 | 林哲司     | 4:12 |
| 2.                                                   | 「GIRL IN THE NIGHT」 | 吉元由美 | 林哲司     | 3:54 |
| 合計時間:                                            | 合計時間:             | 8:06     |            |      |

## 収録アルバム
- GIRL & WOMAN（1988年）
- Guraduation（1989年）
- EIGHTEEN+シングルコレクション（2008年）
- Myこれ!Lite 中村由真（2010年）